# Waldersbach
Waldersbach ist eine französische Gemeinde mit 123 Einwohnern (Stand 1. Januar 2021) im Département Bas-Rhin in der Region Grand Est (bis 2015 Elsass). Sie gehört zum Arrondissement Molsheim und zum Kanton Mutzig.

## Geschichte
Ursprünglich war der Ort ein Lehnsgut der Rathsamhausens. Er wurde dann aber an den Pfalzgrafen von Veldenz verkauft, der 1589 die Reformation einführte.
Am 1. April 1974 bildete Waldersbach mit den Gemeinden Belmont und Bellefosse die gemeinsame Verwaltung Le Ban-de-la-Roche (Steintal).

### Bevölkerungsentwicklung
| Jahr      | 1962 | 1968 | 1975 | 1982 | 1990 | 1999 | 2006 | 2013 |
| Einwohner | 152  | 155  | 131  | 120  | 123  | 139  | 137  | 148  |

## Sehenswürdigkeiten
Die bedeutendsten Gebäude von Waldersbach sind die protestantische Pfarrkirche mit einem Holzglockenturm und das alte Pfarrhaus. Im alten Pfarrhaus befindet sich ein Museum über Johann Friedrich Oberlin (1740–1826), den „Erfinder des Kindergartens“.

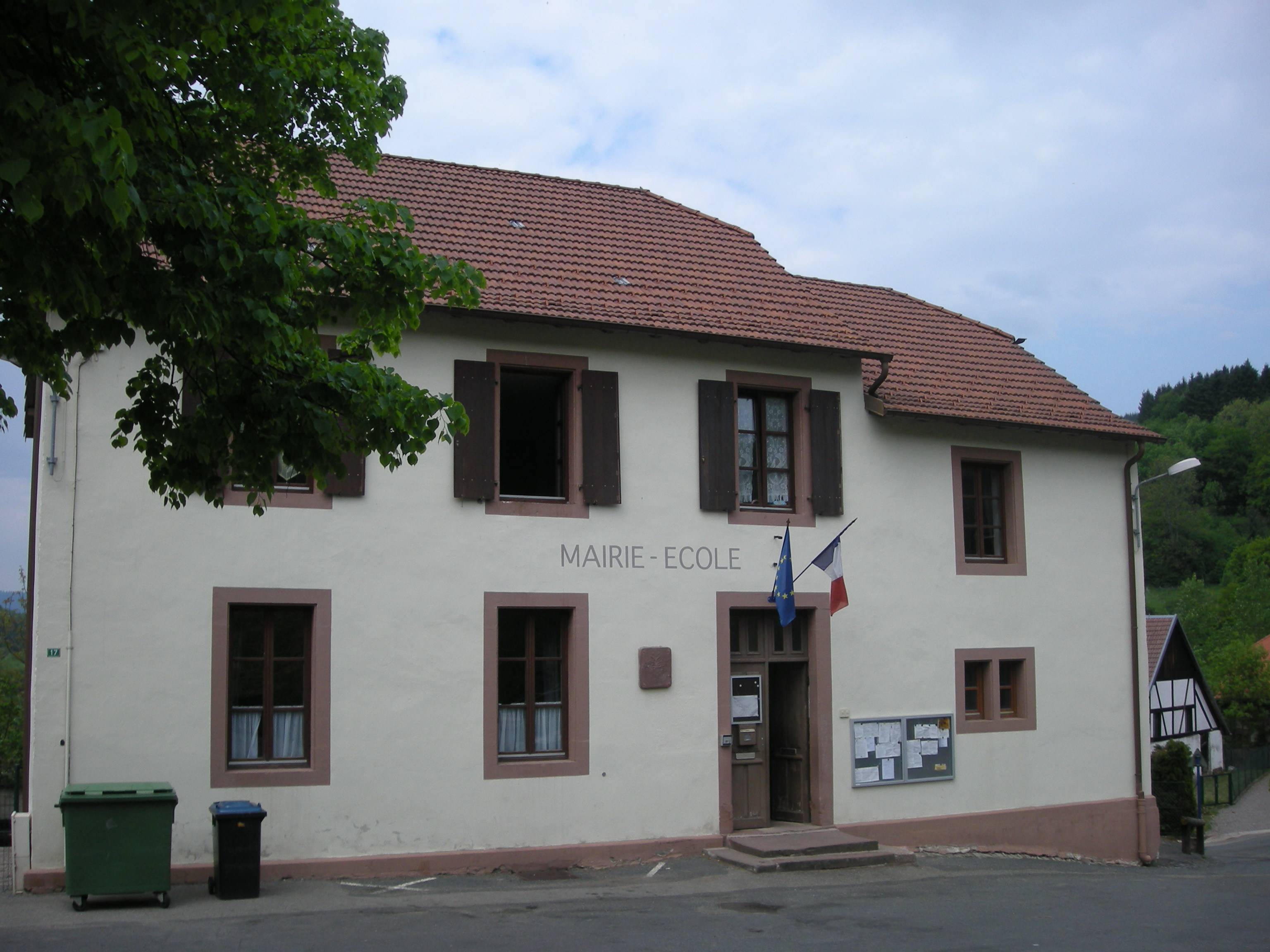
Mairie mit Schule
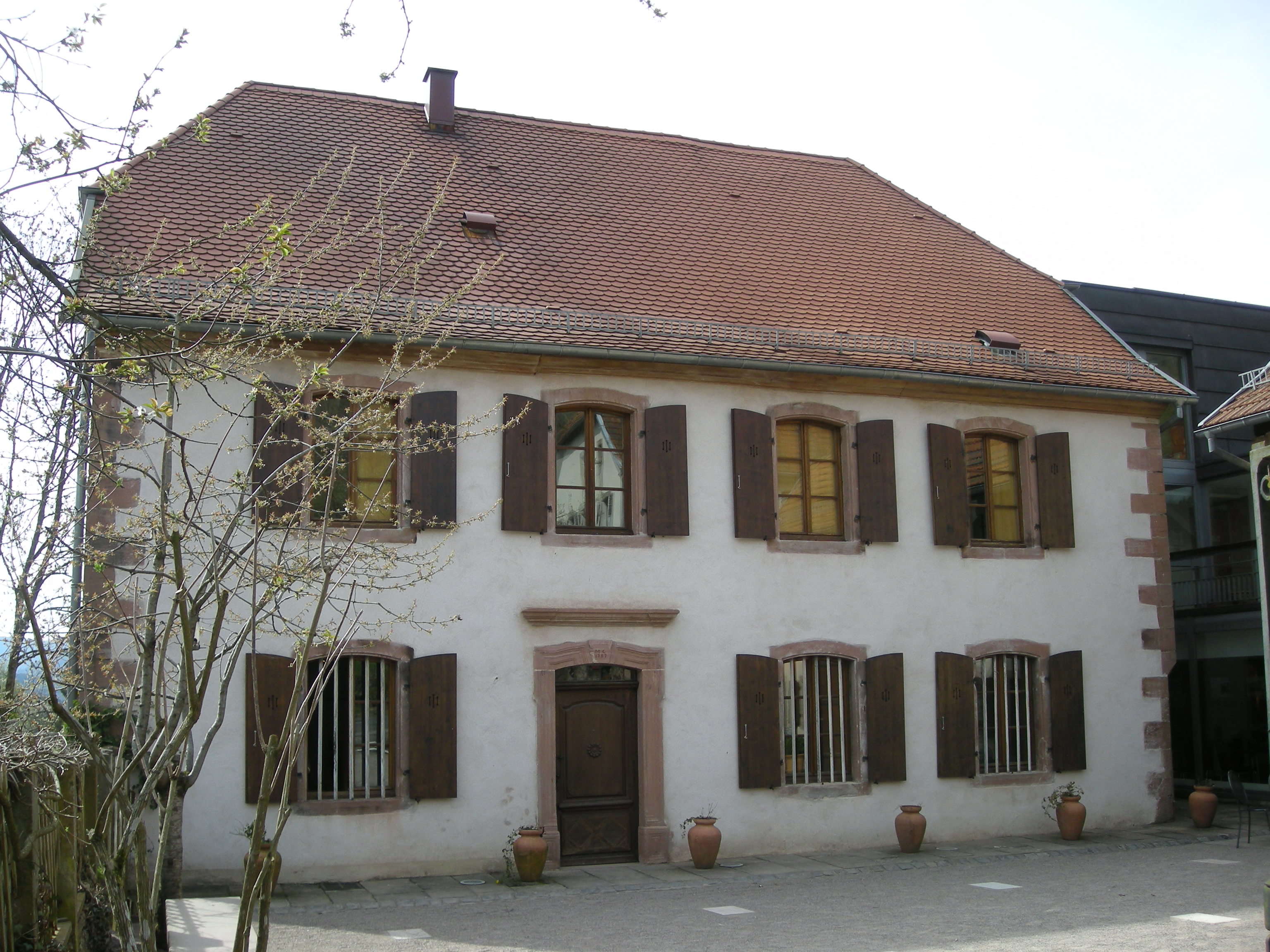
Pfarrhaus mit Museum
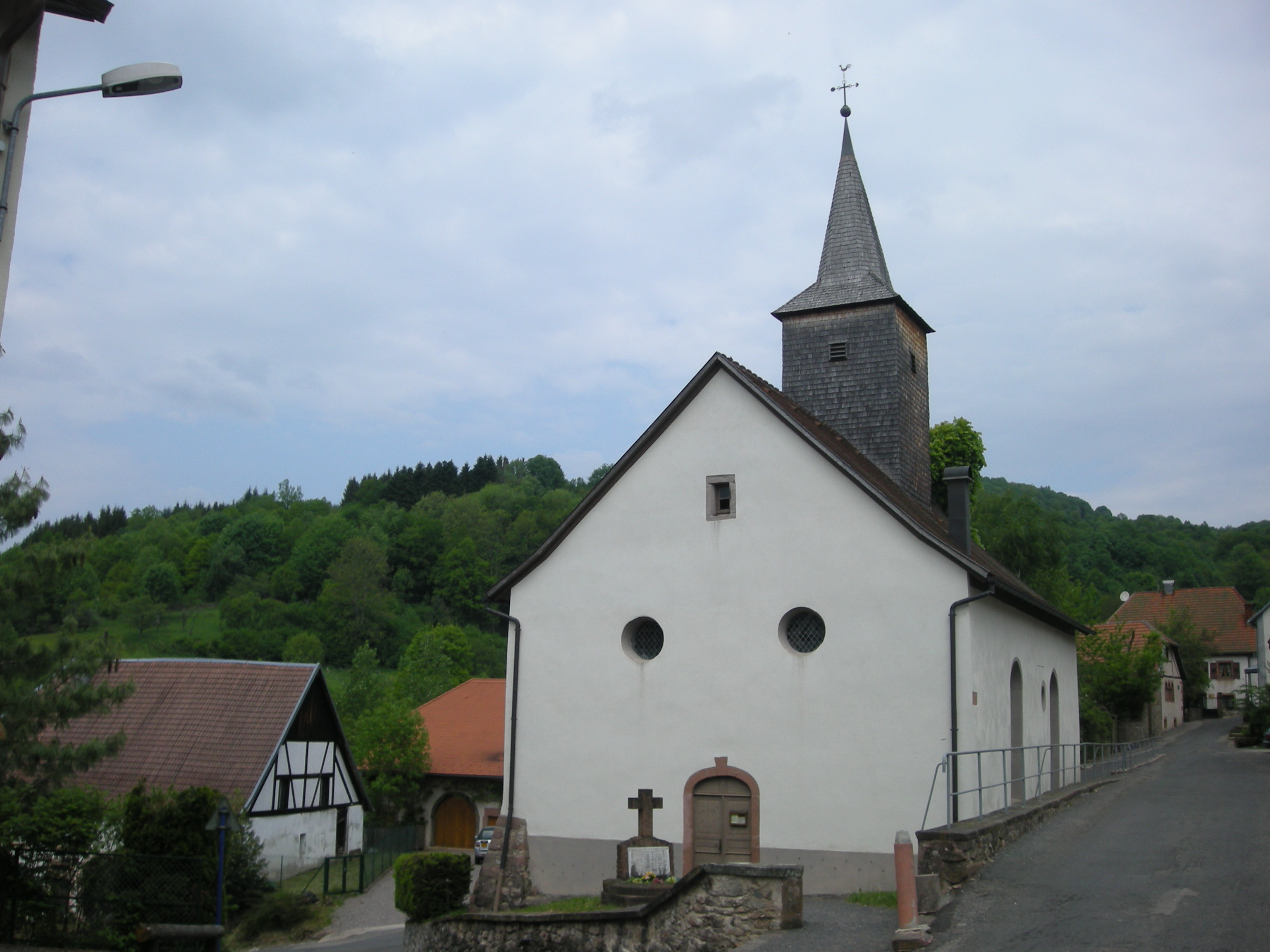
Protestantische Kirche Waldersbach

## Persönlichkeiten
Johann Friedrich Oberlin, Pfarrer im Steintal (Ban de la Roche), geboren am 31. August 1740 in Straßburg, gestorben am 1. Juni 1826 in Waldersbach. Er kümmerte sich um die Entwicklung der Landwirtschaft und die Bildung der Gemeinden im Steintal. Auf seine Initiative hin entstanden Kleinkinderschulen als eine Art Kindergarten mit Bildungszielen.
Oberlin gilt als der Erfinder des Kindergartens.

## Literarische Erwähnung
Georg Büchners Erzählung Lenz, in welcher er auch Aufzeichnungen von Oberlin verwendet, spielt in einem fiktiven Ort Waldbach – gemeint ist Waldersbach.
– Eduard Habsburg, Lena in Waldersbach (erschienen 2012), eine der Lenz-Erzählung Büchners nachempfundene fiktive Geschichte über eine geistig-psychische Störung einer Studentin, die ähnlichen Symptomen erliegt, wie sie bei Oberlin und Büchner über den Dichter Lenz dargestellt sind.